# Agrias stuarti
Agrias stuarti är en fjärilsart som beskrevs av Frederick DuCane Godman och Osbert Salvin 1882. Agrias stuarti ingår i släktet Agrias och familjen praktfjärilar. Inga underarter finns listade i Catalogue of Life.